# NGC 3132

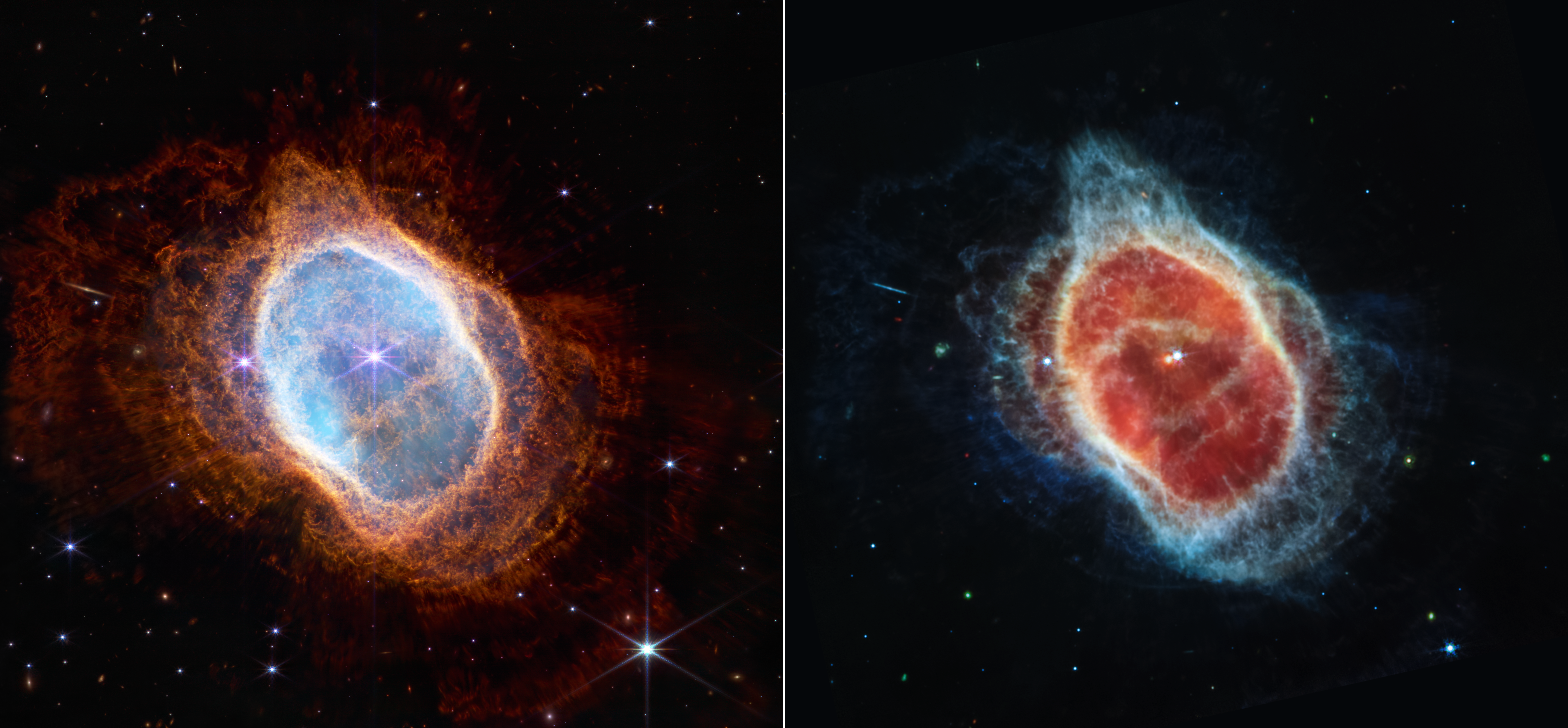
Сравнение изображений планетарной туманности NGC 3132 полученных в ближнем инфракрасном диапазоне камерой NIRCam (слева) и в среднем инфракрасном диапазоне камерой MIRI (справа) телескопа Джеймс Уэбб

NGC 3132 — планетарная туманность в созвездии Паруса.
Синонимические названия:
- Туманность восьми вспышек англ. Eight burst Nebula
- Восьмёрка
- Южная кольцевая туманность англ. Southern Ring Nebula

Одна из ближайших (расстояние ~ 2000 световых лет) планетарных туманностей, диаметр ~ 1 св. год. Особенностью является наличие пылевых полос, пересекающих туманность.
Туманность выброшена слабым компонентом двойной звезды (на фото справа вверху) - горячим белым карликом, его же ультрафиолетовое излучение обуславливает и свечение самой туманности.